# 紀萬生
紀萬生（1939年7月2日—），前《美麗島雜誌》總編輯，曾為南投縣立埔里國民中學國文老師。早年投入黨外運動，1972年上萬言書力促教改、痛陳當時台灣教育界的貪腐。1979年為美麗島事件受刑人之一，服刑達4年6個月，並曾經被連續刑求一個多月。出獄後第三天，仍繼續投入政治運動，因而備受黨外運動人士敬重。1987年台灣解嚴以後，淡出政治活動，未再參與美麗島事件紀念活動。2000年代獻身佛教現代化、遊走山林廟寺，並且教導921大地震災後失學的小學生。
1992年中華民國立法委員選舉，民主進步黨在臺中市選舉區提名洪奇昌、劉文慶、陳陽德與紀萬生參選，林俊義呼籲台中市的選民支持洪奇昌與劉文慶，結果洪奇昌與劉文慶均當選；紀萬生認為林俊義「公然殘殺自己同志」，揚言控告林俊義。
2003年10月22日，因腎結石住院的民主進步黨秘書長張俊雄由副秘書長李應元代發聲明懇請黨內同志「回首來時路，要能夠沉得住氣」，其中提到，當年他以辯護律師身分去探視美麗島事件被告，他見到紀萬生滿身傷痕、面容枯槁、被折磨得不成人形，因此他決定不把自白書拿給當事人看，因為那樣的自白書是人性的摧殘、是歷史的偽造。
2004年10月2日，紀萬生在《自由時報》專訪中表示，看著昔日革命同志出走後的轉變令他感嘆，過去崇高理想者淪為政黨利益的縱橫家，即便成就能如蘇秦、張儀，充其量也不過是街頭賣藥、舌粲蓮花的「王祿仔仙」（賣假藥，招搖行騙的人）；而他不想步人後塵，也不想熱臉貼冷屁股，所以牢騷歸牢騷，不會直接向民進黨高層建言。
2006年7月13日，紀萬生在TVBS頻道政論節目《2100全民開講》的電話連線中批評，中華民國總統陳水扁就像市井無賴，從黨外運動時期就一直說謊，現在更把總統府變成金光黨；檢察官與法務部調查局調查員大多淪為陳水扁的捍衛者，他將發動大規模群眾抗爭，到法務部部長施茂林、法務部調查局局長葉盛茂等檢調高層家門口抗議。 
2006年7月14日，紀萬生批評，台灣社等「本土社團」為陳水扁護航、討好陳水扁，「台灣苦難時，你們在哪？讀聖賢書，所學何事？」他又說，當權者必須為其家人貪贓枉法的行為負責，「現在已到了臨界點，台灣陷入危險沉淪的境界。只有把扁政府這個病灶去除，台灣才有希望。」
2006年7月15日，吳乃德、紀萬生、張富忠、范雲、吳介民、黃長玲、吳叡人、李丁讚、林國明、徐斯儉、陳明祺、郭宏治、陶儀芬、黃洛斐與簡錫堦共同發起親綠學者715聲明〈民主政治和台灣認同的道德危機：我們對總統、執政黨和台灣公民的呼籲〉，呼籲陳水扁辭職下台。
2006年7月16日，紀萬生說，只有陳水扁下台，民主進步黨才能改革及重生，否則民主進步黨一定在2006年中華民國直轄市市長暨市議員選舉慘敗；他也質疑，雖然陳水扁之女婿趙建銘因內線交易被求刑8年，但藥商回扣案、趙建銘之母簡水綿涉入內線交易案都沒辦，所以他對司法當然會有意見，假如司法繼續不公義，他不排除發動群眾抗爭；但他澄清，他並沒有指摘陳水扁貪腐，他是針對趙建銘，因為趙建銘被交保後依然態度傲慢，讓人覺得貪贓枉法、作威作福。
2006年7月17日，紀萬生批評，陳水扁身為公眾人物，發生事情卻躲在牆角，還想欺騙人民以搏取同情，「陳水扁一直打廉價的悲情劇，演這個悲情劇，像他的家庭、女兒如何可憐，太太如何可憐，這是非常廉價的悲情劇」；他說，陳水扁像魔術師，陳水扁執政6年來只把「本土」當成道具，他不知道陳水扁下台會不會更好，「但不下台保證會更壞」；同日晚間，紀萬生在《2100全民開講》的電話連線中宣稱，趙建銘涉及的內線交易不只台開案，還拿了1萬張國票金控股票，「他對國票金不但主導，他去脅迫人家。這個我們證據都非常充分呀。現在甚至於高層，跟他岳父——就是跟總統——很要好的人，都受到他的脅迫」；同日，國票金控總經理陳明仁強調，本年6月9日國票金控召開股東會前曾清查股東名冊，均無趙建銘及其父趙玉柱、其母簡水綿相關人等持股紀錄。2006年8月18日，趙建銘表示，紀萬生說他有1萬張國票金控股票，這是子虛烏有，他不排除控告紀萬生。
2008年8月25日，紀萬生在《2100全民開講》說，遠東集團董事長徐旭東曾帶筆記型電腦到玉山官邸拜訪陳水扁之妻吳淑珍，拿著財務報表談判「後謝」事宜。2008年8月26日，遠東集團發表聲明稿批評，紀萬生僅憑匿名消息來源就放言高論、編造故事，肆意傷害他人名譽，已構成誹謗罪嫌；遠東集團已請律師函請紀萬生更正言論，若未獲紀萬生善意回應，將對紀萬生提起刑事告訴並請求民事損害賠償。  
2011年7月17日，針對民主進步黨2012年全國不分區立法委員候選人提名爭議，紀萬生表示，民主進步黨主席蔡英文陷入「權力的迷失」，民主進步黨的危機處理「只結痂、沒化膿」，蔡英文應運作讓不適任的人自動請辭；紀萬生說，黨內開民主倒車、由一人決策時就是災禍的開端，聰明的人就應拒絕，但蔡英文沒有預知是禍不是福，顯示蔡英文的睿智與格局都不夠。民主進步黨發言人鄭文燦回應，會虛心反省，但指控必須拿出證據；他也說，全國不分區立法委員候選人名單經中央執行委員會（中執會）通過，這是黨內多數共識，絕非「權力的迷失」。
2011年12月1日，紀萬生在《自由時報》專訪中表示，中華民國總統馬英九執政以來，民生、經濟等各方面不僅沒有改革、反而更向下沉淪，領導力、決策力、執行力不及格，是「顢頇無能加三級」。
2012年3月21日，紀萬生在《2100全民開講》的電話連線中說，民主進步黨全黨連署救陳水扁，跟著陳水扁家族不知悔改，是「集體戀屍癖」；而他也用自己的名義說：「陳水扁的攝護腺絕對沒問題！」
2012年9月11日，紀萬生在中國評論通訊社的專訪中說，如果陳水扁尚未病入膏肓，他反對讓陳水扁保外就醫，「陳水扁想要保外就醫，他必須先自救，自己要努力懺悔，先把不是他的錢還出來，這樣人民可能還會同情他」，但陳水扁至今沒有道歉、也沒有把錢吐出來；他也說，陳水扁之子陳致中現在還住在豪宅、過著奢華生活，出來選舉還打著陳水扁旗幟、讓民主進步黨提名的候選人郭玟成落選，如果陳水扁這樣的人能出來，社會就沒有是非。
2013年3月31日，紀萬生說，如果內政部讓涉入貪汙案獲交保的南投縣縣長李朝卿復職，他將號召跨黨派的「保護人民生存軍」包圍中國國民黨中央委員會與南投縣政府抗議，直到李朝卿下台。
2023年8月19日，紀萬生在臉書發文批評民主進步黨：「民進黨很多政客，在白色恐怖時期，當特務爪耙子、線民，或受國民黨卵翼之下，家業興旺；他們看到那些為台灣奮戰的政治受難者，心中有愧，乾脆採取心理反斥作用。……惡棍都以愛國作幌子，鯨吞蠶食，掏空台灣。派系演變成利益大於黨、大於國家，盤據掌控台灣的哥吉拉。」2024年中華民國立法委員選舉，紀萬生與前中央研究院院長李遠哲同樣公開支持台灣基進。